# Felicitas Svejda
Felicitas Svejda née à Vienne (Autriche) en 1920 et morte à Ottawa (Canada) en 2016, est une scientifique du gouvernement du Canada qui a créé des rosiers qui peuvent survivre aux climats, aux courtes saisons de croissance et aux hivers rigoureux du Canada. Elle a dirigé le programme de sélection des rosiers à la Ferme expérimentale centrale à Ottawa (Ontario) (maintenant Agriculture et Agroalimentaire Canada) pendant près de vingt-cinq ans. Elle a créé les rosiers de la série Explorateur qui portent des noms en souvenir d'explorateurs canadiens. Bon nombre de ses rosiers fleurissent les jardins de Finlande, de Russie, d’Islande, d’Allemagne et d’Autriche.

## Biographie
Felicitas Svejda est née le 8 novembre 1920 à Vienne en Autriche. Elle a obtenu un doctorat en agronomie en 1948 de l’Université des ressources naturelles et des sciences de la vie (de) de Vienne. Elle a ensuite déménagé au Canada en 1953 et s’est établie à Ottawa. Elle est morte de complications liées à la maladie d'Alzheimer le 19 janvier 2016.

## Carrière
Après l’obtention de son diplôme, Felicitas Svejda demeure à l’université de Vienne où elle travaille comme assistante de recherche en économie rurale de 1947 à 1951. Elle déménage ensuite en Suède pour travailler à l’Association suédoise de sélection de semences pendant un an. Puis elle déménage au Canada où elle travaille au ministère fédéral de l’Agriculture (depuis Agriculture et Agroalimentaire Canada) comme statisticienne pour la Division des céréales de 1953 à 1961 avant d’accepter un poste en amélioration des plantes ornementales. Les rosiers canadiens de la série Explorateur, créés par Felicitas Svejda, ont fait la renommée de la Ferme expérimentale centrale dans le domaine de la sélection de rosiers. Il était difficile de créer des rosiers à la fois rustiques et remontants. En 1961, elle a relancé le programme de sélection de rosiers à Ottawa pour sélectionner des variétés complètement rustiques et remontantes. Elle a aussi créé des variétés résistantes à la tache noire et au mildiou, et une variété dont les fleurs et la charpente présentent de bonnes caractéristiques ornementales. Les variétés de rosiers vendues au Canada en 1961 ne pouvaient pas survivre à l’hiver sans protection hors des zones plus chaudes du sud de l’Ontario (Péninsule du Niagara) et de la côte de la Colombie-Britannique. Svejda a réussi à créer après huit ans d’efforts une première variété de rosiers qui présentait toutes ces qualités.
En 1968, elle a mis sur pied les premiers essais nationaux d’arbustes ornementaux au Canada et elle a expédié ses rosiers et d’autres plantes à divers sites en Amérique du Nord pour l’évaluation de leur capacité de survie aux conditions climatiques locales.
Les rosiers de la série Explorateur regroupent 25 variétés qui ont été lancées entre 1968 et 1999 ; 13 variétés furent créées au cours de sa carrière, le reste dans le cadre du programme après sa retraite. Ces rosiers sont des plantes rustiques, remontantes, résistantes aux maladies qui se sont taillé une place dans les jardins publics et privés partout au Canada. Certains de ces cultivars les plus rustiques sont aussi cultivés en Finlande, en Russie, en Islande, en Allemagne et son pays natal l’Autriche, et d’autres les ont adaptés à des climats hostiles, comme celui du désert du Nevada.
Les variétés de rosiers de la série Explorateur sont les suivantes : 'Alexander Mackenzie', 'Captain Samuel Holland', 'Champlain' (un rosier arbustif qui fleurit tout l’été et l’automne), 
'Charles Albanel', 'David Thompson', 'De Montarville', 'Frontenac', 'George Vancouver', 'Henry Hudson', 'Henry Kelsey', 'J.P. Connell', 'Jens Munk', 'John Cabot' (rosier grimpant lancé en 1977 avec des branches arquées vigoureuses portant une profusion de grappes de sept à dix roses légèrement parfumées de couleur rouge moyen, 'John David', 'Lambert Closse', 'Louis Jolliet', 'Marie-Victorin', 
'Martin Frobisher' (rosier lancé en 1968, vigoureux, rustique, résistant aux maladies, très florifère aux fleurs roses parfumées,) , 'Nicholas', 'Quadra', 'Royal Edward', 'Simon Fraser', 'William Baffin' (lancées en 1983) et 'William Booth'.
Felicitas Svejda a aussi amélioré des arbustes ornementaux : cinq weigelas portant des noms de danses ('Menuet', 'Rumba', 'Samba', 'Tango' et 'Polka'), les forsythias rustiques 'Northern Gold' et 'Happy Centennial' et trois seringas dont 'Buckley’s Quill'.

## Prix et distinctions
Felicitas  Svejda a reçu plusieurs prix et distinctions. Elle a reçu un certificat de mérite de la Royal National Rose Society de Grande-Bretagne (1985) et de la Fondation canadienne des plantes ornementales (1999), la médaille d’or de Portland (2004) et un doctorat honorifique ès sciences de l’Université York de Toronto (2000) pour l’ensemble de sa carrière scientifique ainsi que sa contribution à l’horticulture ornementale. Elle a été présidente d’honneur de la Canadian Rose Society.
Une roseraie a été plantée en 2005 à la Ferme expérimentale centrale d'Ottawa pour montrer les fruits des recherches de Felicitas Svejda. Elle regroupe des rosiers de la collection originale ainsi que des variétés plus récentes. Elle a été l’invitée spéciale à la cérémonie d’ouverture officielle.
En 2010, elle a légué ses archives et ses livres à la bibliothèque du Jardin botanique de Montréal. L’exposition virtuelle Felicitas Svejda : scientifique et rosiériste met en valeur ses travaux et ses archives.